# DDR-Mannschaftsmeisterschaft im Schach 1980
Bei der DDR-Mannschaftsmeisterschaft im Schach 1980 gewann Buna Halle-Neustadt zum neunten Mal die DDR-Mannschaftsmeisterschaft.
Gespielt wurde ein Rundenturnier nach dem Scheveninger System, wobei jede Mannschaft gegen jede andere jeweils vier Mannschaftskämpfe an acht Brettern austrug. Insgesamt waren es 112 Mannschaftskämpfe, also 896 Partien.

## DDR-Mannschaftsmeisterschaft 1980

### Kreuztabelle der Sonderliga (Rangliste)
|   | Verein                     | 1    | 2    | 3    | 4    | 5    | 6    | 7    | 8    | Punkte |
| - | -------------------------- | ---- | ---- | ---- | ---- | ---- | ---- | ---- | ---- | ------ |
| 1 | Buna Halle-Neustadt        |      | 21,5 | 18,0 | 22,0 | 20,0 | 18,5 | 21,5 | 19,0 | 140,5  |
| 2 | Schachgemeinschaft Leipzig | 10,5 |      | 19,0 | 20,0 | 22,0 | 24,5 | 22,5 | 21,0 | 139,5  |
| 3 | Vorwärts Strausberg        | 14,0 | 13,0 |      | 16,0 | 15,5 | 14,0 | 24,5 | 19,5 | 116,5  |
| 4 | AdW der DDR, Berlin        | 10,0 | 12,0 | 16,0 |      | 16,0 | 19,5 | 17,0 | 24,0 | 114,5  |
| 5 | Funkwerk Erfurt            | 12,0 | 10,0 | 16,5 | 16,0 |      | 19,5 | 16,0 | 19,5 | 109,5  |
| 6 | Post Dresden               | 13,5 | 07,5 | 18,0 | 12,5 | 12,5 |      | 20,0 | 19,5 | 103,5  |
| 7 | Lok / TH Karl-Marx-Stadt   | 10,5 | 09,5 | 07,5 | 15,0 | 16,0 | 12,0 |      | 21,0 | 091,5  |
| 8 | ASP Hoyerswerda            | 13,0 | 11,0 | 12,5 | 08,0 | 12,5 | 12,5 | 11,0 |      | 080,5  |

### Beste Ergebnisse an den Brettern 1 bis 8
| Brett | Spieler            | Verein  | Punkte | Partien | Prozent |
| ----- | ------------------ | ------- | ------ | ------- | ------- |
| 1     | Rainer Knaak       | Leipzig | 17,0   | 23      | 73,9    |
| 2     | Lothar Vogt        | Leipzig | 10,5   | 14      | 75,0    |
| 3     | Günther Möhring    | Halle   | 20,5   | 28      | 73,2    |
| 4     | Raj Tischbierek    | Leipzig | 11,5   | 15      | 76,7    |
| 5     | Heinz Liebert      | Halle   | 18     | 26      | 69,2    |
| 6     | Manfred Schöneberg | Leipzig | 15,5   | 22      | 70,5    |
| 7     | Gottfried Braun    | Leipzig | 18,0   | 25      | 72,0    |
| 8     | Wolfram Heinig     | Leipzig | 19,5   | 28      | 69,0    |

### Die Meistermannschaft
| 1.            | Buna Halle-Neustadt |
| Schachfiguren | Burkhard Malich, Uwe Bönsch, Günther Möhring, Hans-Ulrich Grünberg, Heinz Liebert, Wolfgang Dietze, Michael Stettler, Anton Csulits, Lutz Espig |

### Oberliga
| Platz | Verein                    | Punkte |
| ----- | ------------------------- | ------ |
| 01    | Motor SO Magdeburg        | 86,0   |
| 02    | Rotation Berlin           | 83,0   |
| 03    | Lok Schwerin              | 76,5   |
| 04    | Schifffahrt/Hafen Rostock | 75,0   |
| 05    | Empor HO Berlin           | 74,0   |
| 06    | AdW Berlin II             | 74,0   |
| 07    | Empor Potsdam             | 67,5   |
| 08    | Einheit Friesen Berlin    | 65,5   |
| 09    | SGS Stralsund             | 63,5   |
| 10    | Buna Halle-Neustadt III   | 55,0   |

| Platz | Verein                      | Punkte |
| ----- | --------------------------- | ------ |
| 01    | Greika Greiz                | 94,5   |
| 02    | Lok Mitte Leipzig           | 83,5   |
| 03    | Lok / TH Karl-Marx-Stadt II | 77,0   |
| 04    | SG Leipzig II               | 72,5   |
| 05    | Carl Zeiss Jena             | 72,5   |
| 06    | Chemie Lützkendorf          | 70,5   |
| 07    | Buna Halle-Neustadt II      | 69,0   |
| 08    | Post Dresden II             | 68,0   |
| 09    | Aktivist Zentronik Oelsnitz | 57,0   |
| 10    | Pentacon Dresden            | 55,5   |

Den Entscheidungskampf um den Aufstieg gewann Greika Greiz mit 9:7 gegen Motor SO Magdeburg. Das Duell der Staffelachten gegen den fünften Abstiegsplatz gewann Post Dresden II mit 10:6 gegen Einheit Friesen Berlin.

### DDR-Liga
| Platz | Verein                       | Punkte |
| ----- | ---------------------------- | ------ |
| 01    | Medizin Neubrandenburg       | 96,5   |
| 02    | Vorwärts Demen               | 81,5   |
| 03    | Lok Rostock                  | 79,0   |
| 04    | Lok Schwerin II              | 73,5   |
| 05    | Rotation Schwedt             | 70,5   |
| 06    | Lok Rostock II               | 69,5   |
| 07    | PH Potsdam                   | 69,0   |
| 08    | Schifffahrt/Hafen Rostock II | 64,0   |
| 09    | Veritas Wittenberge          | 60,5   |
| 10    | Post Ludwigslust             | 49,5   |

| Platz | Verein                  | Punkte |
| ----- | ----------------------- | ------ |
| 01    | TH Magdeburg            | 92,5   |
| 02    | Aufbau Börde Magdeburg  | 85,0   |
| 03    | WBK 67 Halle-Neustadt   | 81,5   |
| 04    | Motor Hennigsdorf       | 79,5   |
| 05    | Motor SO Magdeburg II   | 77,5   |
| 06    | TSG Oberschöneweide     | 73,5   |
| 07    | Lok Brandenburg         | 70,0   |
| 08    | Empor Barby             | 67,0   |
| 09    | Aufbau Potsdam          | 48,5   |
| 10    | Einheit Pädagogik Halle | 45,5   |

| Platz | Verein                       | Punkte |
| ----- | ---------------------------- | ------ |
| 01    | Motor Gohlis Nord Leipzig    | 89,0   |
| 02    | Fortschritt Plauen           | 85,0   |
| 03    | Wismut Aue/Schneeberg        | 80,0   |
| 04    | Einheit Freiberg             | 71,5   |
| 05    | Motor IFA Karl-Marx-Stadt    | 69,0   |
| 06    | SG Leipzig III               | 67,5   |
| 07    | Lok Dresden II               | 67,5   |
| 08    | Lok Mitte Leipzig            | 65,0   |
| 09    | Motor Gohlis Nord Leipzig II | 64,0   |
| 10    | Motor Markneukirchen         | 61,5   |

| Platz | Verein                                 | Punkte |
| ----- | -------------------------------------- | ------ |
| 01    | Lok Dresden                            | 93,0   |
| 02    | Post Berlin                            | 82,0   |
| 03    | Aktivist Schwarze Pumpe Hoyerswerda II | 79,0   |
| 04    | Lok Berlin-Oberspree                   | 75,5   |
| 05    | Motor Görlitz                          | 74,0   |
| 06    | Rotation Berlin II                     | 73,5   |
| 07    | Aktivist Brieske-Senftenberg           | 66,0   |
| 08    | Halbleiterwerk Frankfurt               | 65,5   |
| 09    | Dynamo "German Titow" Berlin           | 56,5   |
| 10    | Fortschritt Coswig                     | 53,0   |

| Platz | Verein             | Punkte |
| ----- | ------------------ | ------ |
| 01    | Lok Gera           | 97,0   |
| 02    | Motor Suhl         | 92,0   |
| 03    | Cottana Mühlhausen | 89,5   |
| 04    | ISG Apolda         | 74,5   |
| 05    | Lok Naumburg       | 72,5   |
| 06    | Medizin Erfurt     | 71,0   |
| 07    | Chemie IW Ilmenau  | 65,5   |
| 08    | Motor Steinach     | 63,5   |
| 09    | Medizin Jena       | 47,0   |
| 10    | Buna Schkopau      | 39,5   |

## DDR-Mannschaftsmeisterschaft der Frauen 1980

### Oberliga
| Platz | Verein                          | Punkte |
| ----- | ------------------------------- | ------ |
| 1     | Buna Halle-Neustadt             | 60,5   |
| 2     | Motor Weimar                    | 52,0   |
| 3     | TSG Wittenberg                  | 47,0   |
| 4     | PH / Empor Potsdam              | 46,5   |
| 5     | Motor Leipzig Lindenau / Gohlis | 44,0   |
| 6     | Metall Gera                     | 33,5   |
| 7     | Lok / TH Karl-Marx-Stadt        | 30,0   |
| 8     | Motor Weimar II                 | 20,5   |

### DDR-Liga
In Staffel 1 zog Chemie Köpenick seine Mannschaft im Saisonverlauf zurück. Die letzte veröffentlichte Tabelle dieser Staffel ist unvollständig. 
| Platz | Verein                  | Punkte |
| ----- | ----------------------- | ------ |
| 1     | Stahl Thale             | 27,5   |
| 2     | TH / Motor SO Magdeburg | 21,0   |
| 3     | Lok Naumburg            | 20,0   |
| 4     | Lok Halle               | 14,5   |
| 5     | TSG Wittenberg II       | 12,5   |
| 6     | ISG Lippendorf          | 07,5   |
| 7     | Lok Merseburg           | 05,0   |

| Platz | Verein                              | Punkte |
| ----- | ----------------------------------- | ------ |
| 1     | WBK Berlin                          | 42,5   |
| 2     | Post Ludwigslust / Einheit Schwerin | 34,0   |
| 3     | Rotation Berlin                     | 27,5   |
| 4     | Rotation Schwedt                    | 27,5   |
| 5     | Chemie 70 Rostock                   | 24,0   |
| 6     | WBK Berlin II                       | 23,5   |

| Platz | Verein                             | Punkte |
| ----- | ---------------------------------- | ------ |
| 1     | Lok RAW Cottbus                    | 47,0   |
| 2     | Motor Leipzig Lindenau / Gohlis II | 40,0   |
| 3     | SG Görlitz                         | 33,0   |
| 4     | Wismut Aue                         | 25,5   |
| 5     | Metall Gera II                     | 20,0   |
| 6     | Eintracht Seiffen                  | 16,0   |

Den Stichkampf der Gruppensieger der Staffel II gewann Lok RAW Cottbus gegen WBK Berlin mit 7½:4½.

## Jugendmeisterschaften
| Altersklasse       | männlich                 | weiblich        |
| ------------------ | ------------------------ | --------------- |
| Altersklasse 9/10  | Pionierhaus Nord Leipzig | TSG Wittenberg  |
| Altersklasse 11/12 | Fortschritt Forst        | TSG Wittenberg  |
| Altersklasse 13/14 | Post Dresden             | ASP Hoyerswerda |
| Altersklasse 15/18 | ASP Hoyerswerda          | ASP Hoyerswerda |